# Codificación predictiva adaptativa
La Codificación Predictiva Adaptativa (en inglés Adaptive predictive coding o APC), es un tipo de conversión analógica-digital de banda estrecha ampliamente utilizada en audio digital.

## Procesamiento digital
En sistemas de procesamiento digital de voz, se usa partiendo de la idea de que la voz se puede modelar como una combinación lineal de p muestras anteriores más una señal de error.
Para esto se utiliza un sistema de muestreo de un nivel o de niveles múltiples en el que se predice el valor de señal a cada instante de muestreo de acuerdo a una función lineal de los valores pasados de la señal cuantificada.
El APC está relacionada con el sistema de Codificación predictiva lineal (Linear Predictive Coding o LPC), en que ambas utilizan predictores adaptativos. Sin embargo, la APC utiliza menos coeficientes de predicción, por lo que requiere una mayor velocidad de muestreo que la LPC.